# Diadectomorpha
Die Diadectomorpha sind eine Gruppe ausgestorbener Landwirbeltiere, die sowohl Merkmale der Amphibien als auch der Reptilien zeigen. Sie lebten in den Epochen des Oberkarbon und des frühen Perm (Cisuralium) auf dem Superkontinent Laurussia.
Zu ihnen gehören große, bis zu zwei Meter lange und teilweise aquatisch lebende Fleischfresser wie Limnoscelis, und auch die ersten großen, pflanzenfressenden Landwirbeltiere. Diadectes wurde drei Meter lang, hatte einen hochspezialisierten Schädel mit einem sekundären Gaumen und molariforme Backenzähne, so dass man annimmt, dass er sich von harten Pflanzen ernährte.

## Systematik

### Äußere Systematik
Ursprünglich wurde für die Diadectomorpha das Taxon „Cotylosauria“ als die ursprünglichste Ordnung der Reptilien aufgestellt. Dem Taxon wurden sowohl Amphibien als auch primitive Amnioten zugeordnet. Inzwischen haben sich die „Cotylosauria“ als paraphyletisch erwiesen. Die Diadectomorpha gelten heute als Schwestergruppe der Amnioten und werden mit ihnen in das Taxon Reptiliomorpha gestellt, das die Schwestergruppe der Amphibien ist.
- Landwirbeltiere (Tetrapoda)
  - Amphibia
  - Reptiliomorpha
    - Amniota
    - Diadectomorpha

Nach einer Untersuchung der Hinterhauptsregion von Limnoscelis und Diadectes wurde die systematische Stellung der Diadectomorpha neu bewertet. Sie sollen die Schwestergruppe der Synapsida sein, eines Taxons, zu dem auch die Säugetiere gehören. Das bedeutet, dass die Diadectomorpha Amnioten sind. Die von den Diadectomorpha und den Synapsida gebildete unbenannte Klade ist die Schwestergruppe der Reptilien.

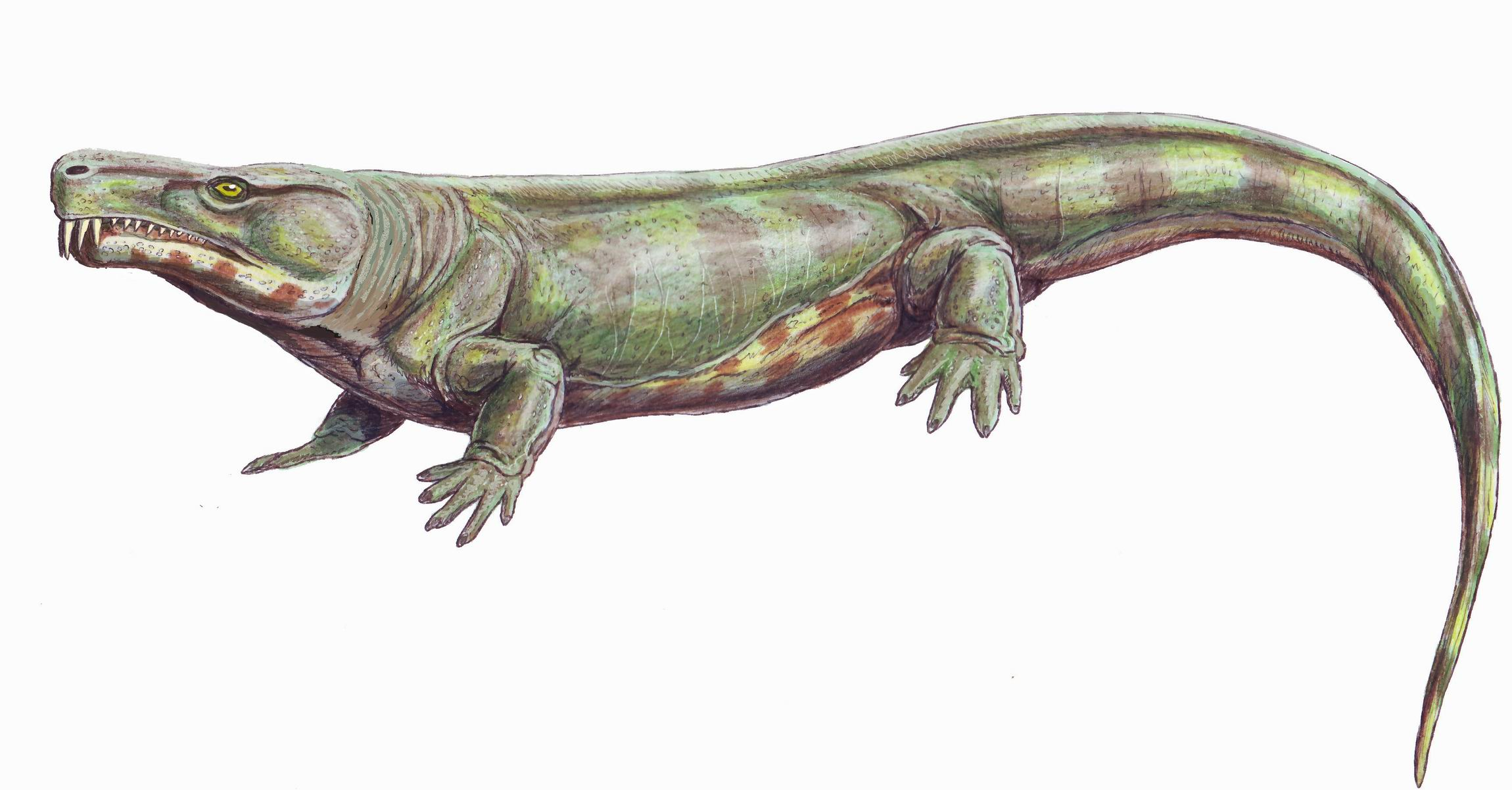
Limnoscelis paludis aus dem frühen Perm Nordamerikas

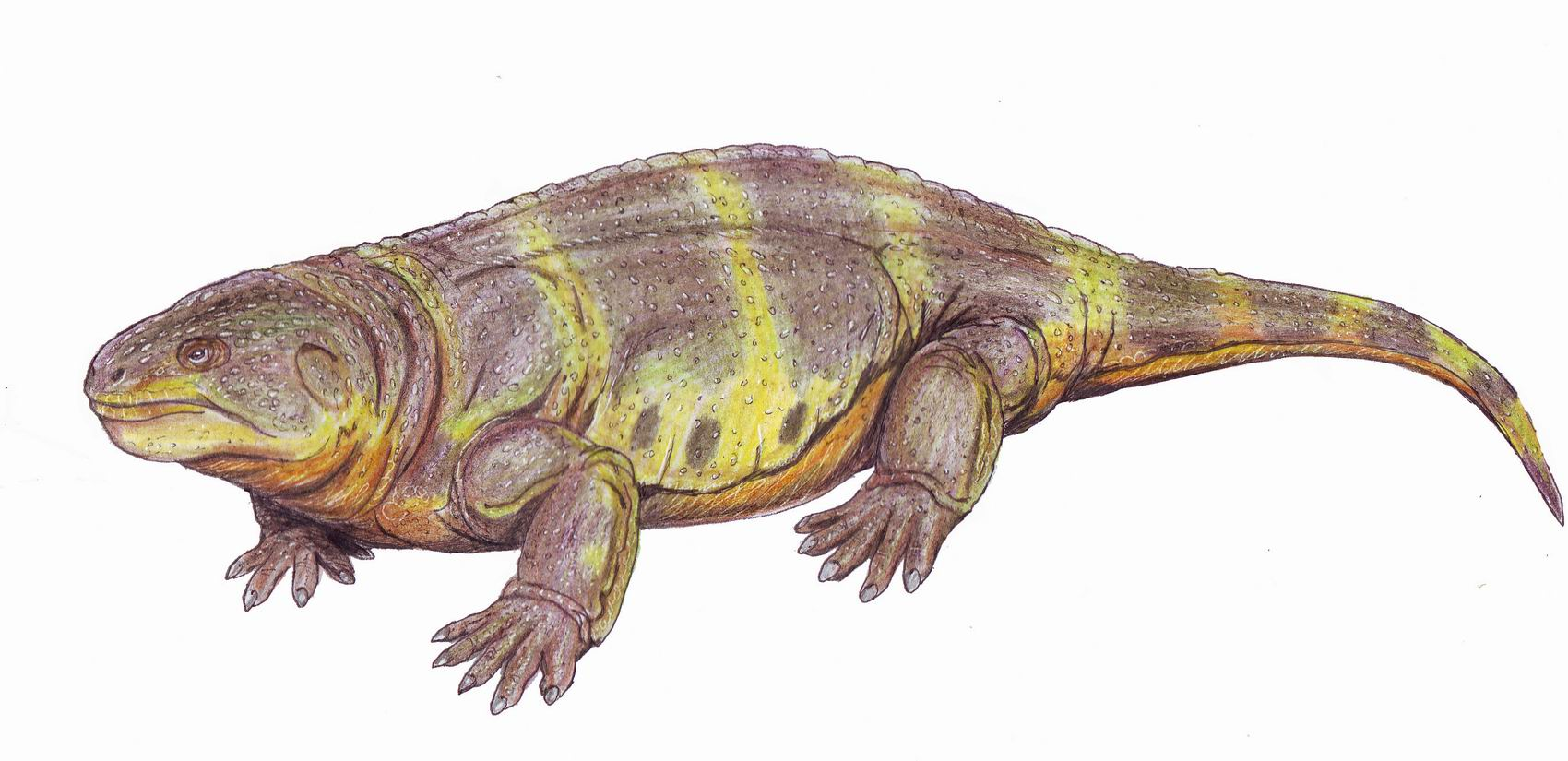
Diasparactus zenos

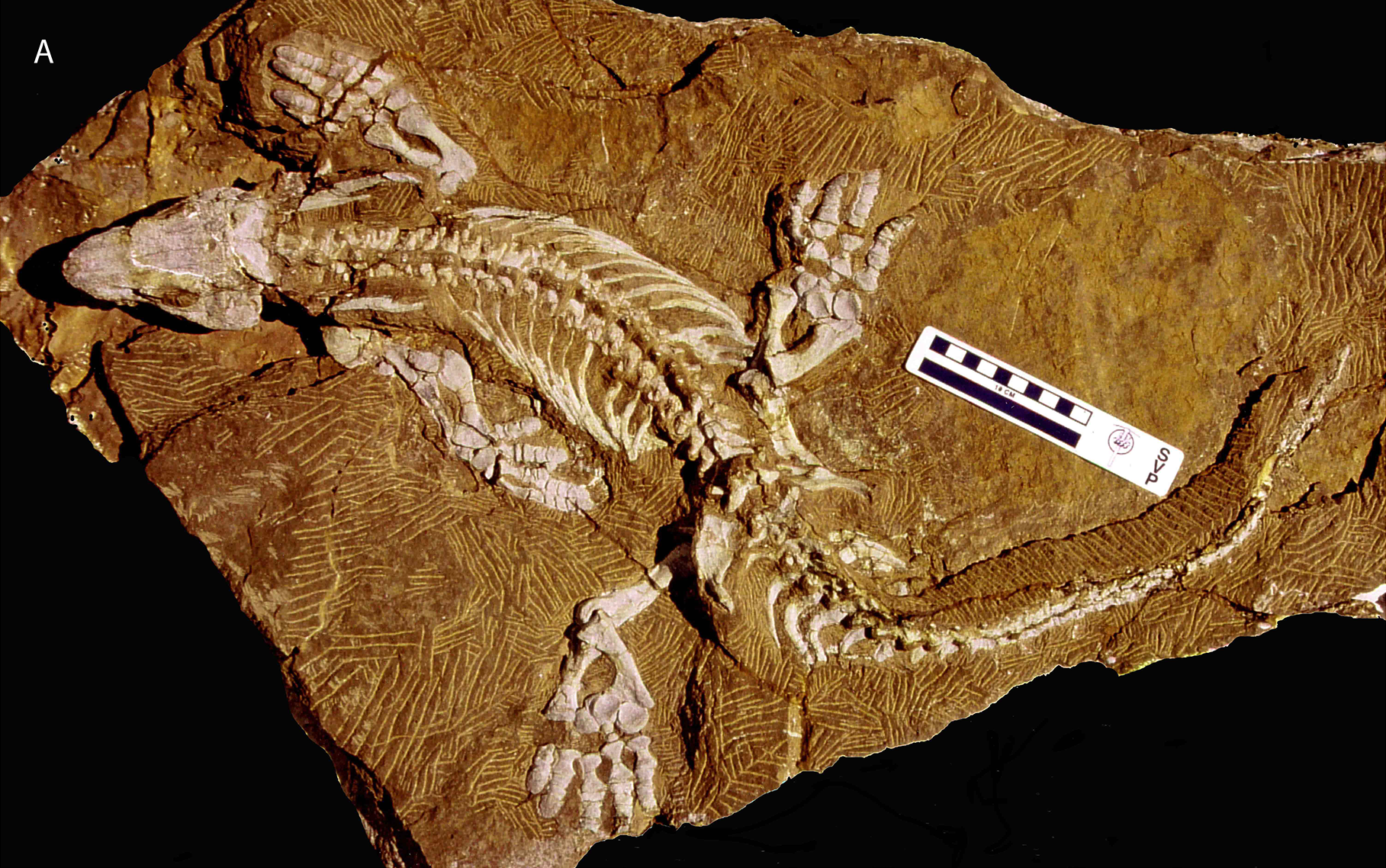
Holotyp des nach Wilhelm Pabst benannten Orobates pabsti im Museum der Natur Gotha

- Landwirbeltiere (Tetrapoda)
  - Amphibia
  - Amniota
    - Reptilien
    - Unbenannte Klade
      - Diadectomorpha
      - Synapsida

### Innere Systematik
- Diadectomorpha[2]
  - Limnoscelidae
    - Limnoscelis
    - Limnosceloides
    - Limnoscelops
    - Limnostygis

  - Tseajaiidae
    - Tseajaia

  - Diadectidae
    - Alveusdectes
    - Ambedus
    - Desmatodon
    - Diadectes
    - Diasparactus
    - Orobates
    - Stephanospondylus